# Mikola Savolainen
Mikola Savolainen (Ucrania, 25 de marzo de 1980) es un atleta ucraniano especializado en la prueba de triple salto, en la que consiguió ser subcampeón europeo en pista cubierta en 2005.

## Carrera deportiva
En el Campeonato Europeo de Atletismo en Pista Cubierta de 2005 ganó la medalla de plata en el triple salto, con un salto de 17.01 metros, tras el ruso Igor Spasovkhodskiy (oro con 17.20 metros) y por delante de otro saltador ruso Aleksandr Petrenko (bronce con 16.98 metros).